# 南希·費瑟
南希·費瑟（德語：Nancy Faeser，發音：[ˈnɛnsi ˈfɛːzɐ]；1970年7月13日—），德國律師和社會民主黨（社民黨）政治人物，2021年起擔任聯邦內政和家園部長。她曾在2003年至2021年間擔任黑森州議會議員，並曾在2019年至2021年間擔任黑森州議會社民黨黨團領袖。

## 生平

### 早年生涯
費瑟在1970年7月13日出生於西德黑森州陶努斯山麓巴特索登，曾在陶努斯山麓施瓦爾巴赫接受中小學教育。她在1990年至1996年間在法蘭克福大學就讀法律，畢業後曾在法蘭克福地方法院擔任法律文員，及後在2000年成為執業律師。

### 政治生涯

#### 早年政治生涯
費瑟在1988年加入社民黨，其後分別在1993年和2006年當選美因-陶努斯縣議會議員和陶努斯山麓施瓦爾巴赫市議會議員。她在2003年黑森州議會選舉中當選為黑森州議會議員。在擔任黑森州議會議員期間，費瑟曾擔任法律事務委員會、法官遴選委員會、經濟、能源及交通事務委員會和內政事務委員會委員。她及後2019年9月4日至2021年12月8日間擔任黑森州議會社民黨黨團領袖。

#### 內政和家園部長
在2021年德國聯邦議院選舉後，社民黨、聯盟90/綠黨（綠黨）和自由民主黨（自民黨）進行組閣談判，其中費瑟擔任移民及融合工作小組的成員。在三黨達成組閣協議後，她在2021年12月6日獲委任為聯邦內政和家園部長，亦是該部首位女部長。

## 個人生活
費瑟在2012年與律師艾克·格魯寧（Eyke Grüning）結婚，兩人育有一子。